# استان ایزابل
استان ایزابل (به لاتین: Isabel Province) یک سکونتگاه مسکونی در جزایر سلیمان است که در جزایر سلیمان واقع شده‌است.

## خصوصیات
استان ایزابل ۴٬۱۳۶ کیلومترمربع مساحت و ۲۶٬۱۵۸ نفر جمعیت دارد.